# Parathesis crenulata
Parathesis crenulata là một loài thực vật có hoa trong họ Anh thảo. Loài này được (Vent.) Hook. f. ex Hemsl. mô tả khoa học đầu tiên năm 1881.